# Киргизская Википедия
Киргизская Википе́дия (кирг. Кыргыз Википедиясы) — раздел Википедии на киргизском языке.
Языковой раздел открылся 3 июня 2002 года.

## Статистика

Логотип киргизской Википедии

По состоянию на 14:23 (UTC) 23 апреля 2025 года раздел содержит 75 910 статей, занимая по этому параметру 86-е место среди всех языковых разделов.
В разделе зарегистрировано 43 189 участников, двое из них имеют статус администратора; 71 участник совершил какие-либо действия за последние 30 дней; общее число правок за время существования раздела составляет 507 271.
Данный раздел использует принцип добросовестного использования (fair use). В настоящее время общее количество загруженных в раздел файлов составляет 2679.

## История

### Хронология

Старый логотип киргизской Википедии

- 14 сентября 2012 года — 10 000 статей.
- 17 октября 2012 года — 15 000 статей.
- 6 ноября 2012 года — 16 000 статей.
- 12 ноября 2012 года — 17 000 статей.
- 13 ноября 2012 года — 18 000 статей.
- 24 ноября 2012 года — 19 000 статей.
- 9 декабря 2012 года — 20 000 статей.
- 24 августа 2015 года — 35 000 статей.
- 3 сентября 2015 года — 38 000 статей.
- 4 сентября 2015 года — 39 000 статей.
- 15 января 2016 года — 53 000 статей.
- 8 августа 2020 года — 80 000 статей.
- 8 ноября 2021 года — 81 000 статей.